# Sevastopol (1895)
Sevastopol (rusky Севастополь) byla poslední ze tří bitevních lodí typu predreadnought třídy Petropavlovsk postavených pro ruské carské námořnictvo v 90. letech 19. století.
Jméno dostala podle obležení Sevastopolu za Krymské války. Krátce po dokončení byla přidělena k první eskadře tichooceánského loďstva a poslána do Port Arthuru. Šlo o jednu z prvních lodí, která používala pancéřování z niklové harveyované oceli a radiostanice Popov. Kýl lodi byl položen v květnu 1892 v loděnici admirality v Petrohradu, na vodu byla spuštěna v červnu 1895 a dokončena v roce 1899. Námořní zkoušky trvaly až do roku 1900.
Během rusko-japonské války v letech 1904–1905 čelila překvapivému japonskému útoku na Port Arthur a později se z obklíčeného přístavu několikrát pokusila vymanit. Největší z těchto akcí byla bitva ve Žlutém moři, ve které byla poškozena několika zásahy granátů, ale se zbytky ruské flotily se jí podařilo dostat zpět do přístavu, přičemž o život přišel jeden člen posádky a 62 zraněno. Po kapitulaci Port Arthuru byl Sevastopol potopen, aby se zabránilo zajetí lodi japonským císařským námořnictvem. Japonci ji nikdy nevyzvedli a zbytky lodi stále leží před vjezdem do přístavu.